# 1. FC Pforzheim
 (mars 2023).
Si vous disposez d'ouvrages ou d'articles de référence ou si vous connaissez des sites web de qualité traitant du thème abordé ici, merci de compléter l'article en donnant les références utiles à sa vérifiabilité et en les liant à la section « Notes et références ».
Maillots
Le 1. FC Pforzheim était un club de football de Pforzheim. Fondé en 1896, le club a fêté le plus grand succès de son histoire avec la place de vice-champion d'Allemagne 1906. Dans les années 1920 et années 1930 le FC Pforzheim évolue dans la plus haute division, sans pour autant connaître d'autres succès au niveau national. Après la Deuxième Guerre mondiale, il a longtemps appartenu à la deuxième division la plus élevée. Il a ensuite évolué dans les classes amateurs supérieures du Bade-Wurtemberg, en 2009/10 en Verbandsliga Baden. Le club, qui comptait environ 360 membres à la fin, a fusionné en 2010 avec le VfR Pforzheim pour former le nouveau 1. CfR Pforzheim.

## Histoire
Le Erste Fussball Club Pforzheim fut fondé le 23 avril 1896,. Le club s'affirma rapidement comme une des équipes les plus solides de sa région.
En 1906, le 1. FC Pforzheim conquit le titre de champion d'Allemagne du Sud, en battant en finale, Karlsruher FV, vice-champion d'Allemagne en titre. Cela permit au club de participer à la phase finale du championnat national. En quarts de finale, Pforzheim élimina, à Mannheim, sur le terrain du MFG 96, le Kölner FC 1899 qui était pourtant donné favori (4-2, après prolongation). En demi-finales, sur le terrain du FuCC Eintracht Braunschweig, le 1. FC se débarrassa aisément (0-4) du Berliner TuFC Union 92, champion en titre. Mais en finale, au stade "an der Ziegelgasse" de Nuremberg, le VfB Leipzig s'avéra un rien trop costaud (2-1).
Dans les années qui suivirent ce titre de vice-champion national, le 1. FC Pforzheim recula vers le milieu du classement dans sa ligue régionale. En 1913 et en 1914, le club loupa de peu la participation à la phase finale du championnat national.
La Première Guerre mondiale interrompit les compétitions. Après la reprise de celle-ci, Pforzheim fut versé dans la Kreisliga Südwest qui devint ensuite la Bezirksliga Württemberg-Baden. Le club fut relégué de la plus haute ligue en 1926 mais y remonta en 1929.
En 1933, dès leur arrivée au pouvoir, les Nazis réformèrent les compétitions. Ainsi furent créées les Gauligen, seize séries réparties géographiquement et ayant valeur de Division 1 puisque les 16 champions se disputèrent le titre. Le 1. FC Pforzheim entra dans la Gauliga Baden et y resta jusqu'à la fin du conflit, décrochant au passage trois titres de vice-champion de cette ligue.
En 1945, le club fut dissous par les Alliés, comme tous les clubs et associations allemands (voir Directive n°23). Il fut rapidement reconstitué. Il reprit les compétitions et de 1950 à 1963, il joua en 2. Oberliga Süd (niveau 2 de la hiérarchie). En 1962, le 1. FCP loua la montée en Oberliga Süd pour deux points derrière le TSG 1846 Ulm. L'année suivante, il se classa 4e et fut retenu pour devenir une des fondateurs de la Regionalliga Süd, Division 2 sous la Bundesliga nouvellement formée.
Le cercle resta au niveau 2 jusqu'au terme de la saison 1966-1967. La saison suivante, il fut vice-champion de l'Amateurliga Nordbaden (niveau 3) derrière le VfL Neckarau, puis en 1969 derrière le FC Germania Forst. Deus ans plus tard, il termina encore à la 2e place, cette fois derrière le SV Waldhof Mannheim. Le club resta dans les premiers de la ligue jusqu'en 1978, où il se classa 4e cette performance lui permit de se qualifier pour l'Oberliga Baden-Württemberg, une ligue instaurée à partir de la saison suivante au 3e étage de la pyramide du football allemand.
Le 1. FC Pforzheim fut relégué vers le niveau 4 après une seule saison. Il joua alors en Amateurliga Nordbaden jusqu'au terme de la saison 1984-1985 où il remporta le titre et retourna en Oberliga. Quatrième lors de son championnat de retour, le club en joua deux autres en milieu de classement, puis fut vice-champion derrière Reutlingen 05 en 1989. La saison suivante, le classement final de l'Oberliga Baden-Württemberg fut similaire. Mais en 1991, Pforzheim fut sacré champion et prit part au tour final pour la montée en 2. Bundesliga. Le cercle échoua derrière le Munich 60 (promu) et Hessen Kassel et devant le Borussia Neunkirchen.
Lors des saisons suivantes, le 1. FCP recula dans le classement où il termina 10e en 1994. Cela lui permit de rester en Oberliga mais celle-ci devint niveau 4 la saison suivante avec l'instauration des Regionalligen au 3e étage.
En 1997, 1. FC Pforzheim fut vice-champion du SV Kirchheim/Teck. Quatre ans plus tard, il échoua à 2 point du TSG Hoffenheim pour lequel commençait la grande aventure qui allait le mener en Bundesliga.
Lors de la compétition 2003-2004, le 1. FC Pforzheim fut déclaré en faillite et quitta l'Oberliga pour redescendre au 5e niveau, la Verbandsliga Nordbaden. Le cercle en remporta le titre en 2006, mais ne put se maintenir en Oberliga à la fin de la saison suivante. Depuis, le club resta dans cette Verbandsliga qui du niveau "5" passa au "6" lors de l'instauration de la 3. Liga, en 2008.
Le 1er juillet 2010, le 1. FC Pforzheim fusionna avec son voisin du VfR Pforzheim.